# Indische Cricket-Nationalmannschaft in Simbabwe in der Saison 2013
Die Tour der indischen Cricket-Nationalmannschaft nach Simbabwe in der Saison 2013 fand vom 24. Juli bis zum 3. August 2013 statt. Die internationale Cricket-Tour war Teil der internationalen Cricket-Saison 2013. Sie umfasste fünf ODIs. Alle fünf ODIs wurden von Indien gewonnen.

## Vorgeschichte
Für Indien war es die erste Tour der Saison, Simbabwe bestritt zuvor eine Tour gegen Bangladesch. Die vorhergehende Tour zwischen den beiden Teams fand ebenfalls in Simbabwe in der Saison 2010 statt.

## Stadien
Die folgenden Stadien wurden für die Tour als Austragungsort vorgesehen.
| Stadion  | Stadt              | Kapazität | Spiele    |
| -------- | ------------------ | --------- | --------- |
| Harare   | Harare Sports Club | 10.000    | 1.–3. ODI |
| Bulawayo | Queens Sports Club | 9.000     | 4.–5. ODI |

## Kaderlisten
Indien benannte seinen Kader am 5. Juli 2013.
Simbabwe benannte seinen Kader am 6. Juli 2013.
| ODI | ODI |
| Simbabwe | Indien |
| --- | --- |
| - Brendan Taylor (K & wk) - Tendai Chatara - Elton Chigumbura - Michael Chinouya - Graeme Cremer - Kyle Jarvis - Hamilton Masakadza - Timycen Maruma - Natsai Mushangwe - Tinotenda Mutombodzi - Sikandar Raza - Vusimuzi Sibanda - Prosper Utseya - Brian Vitori - Malcolm Waller - Sean Williams | - Virat Kohli (K) - Shikhar Dhawan - Ambati Rayudu - Ravindra Jadeja - Dinesh Karthik (wk) - Vinay Kumar - Amit Mishra - Cheteshwar Pujara - Ajinkya Rahane - Suresh Raina - Parvez Rasool - Mohammed Shami - Mohit Sharma - Rohit Sharma - Jaydev Unadkat |

## One-Day Internationals

### Erstes ODI in Harare
| 24. Juli Scorecard | Harare | Simbabwe 228-7 (50)          | – | Indien 230-4 (44.5) |
|                    |        | Indien gewinnt mit 6 Wickets |   |                     |

### Zweites ODI in Harare
| 26. Juli Scorecard | Harare | Indien 294-8 (50)          | – | Simbabwe 236-9 (50) |
|                    |        | Indien gewinnt mit 58 Runs |   |                     |

### Drittes ODI in Harare
| 28. Juli Scorecard | Harare | Simbabwe 183 (46)            | – | Indien 187-3 (35.3) |
|                    |        | Indien gewinnt mit 7 Wickets |   |                     |

### Viertes ODI in Bulawayo
| 1. August Scorecard | Bulawayo | Simbabwe 144 (42.4)          | – | Indien 145-1 (30.5) |
|                     |          | Indien gewinnt mit 9 Wickets |   |                     |

### Fünftes ODI in Bulawayo
| 1. Juni Scorecard | Bulawayo | Simbabwe 163 (39.5)          | – | Indien 167-3 (34) |
|                   |          | Indien gewinnt mit 7 Wickets |   |                   |

## Statistiken
Die folgenden Cricketstatistiken wurden bei dieser Tour erzielt.
| ODIs               | ODIs       | ODIs    | ODIs    | ODIs    | ODIs    | ODIs    | ODIs    | ODIs    |
| Batting            | Batting    | Batting | Batting | Batting | Batting | Batting | Batting | Batting |
| Spieler            | Mannschaft | Spiele  | Innings | Runs    | Average | HS      | 100s    | 50s     |
| ------------------ | ---------- | ------- | ------- | ------- | ------- | ------- | ------- | ------- |
| Shikhar Dhawan     | Indien     | 4       | 4       | 209     | 52,25   | 116     | 1       | 0       |
| Virat Kohli        | Indien     | 5       | 3       | 197     | 98,50   | 115     | 1       | 1       |
| Elton Chigumbura   | Simbabwe   | 5       | 5       | 159     | 53,00   | 50*     | 0       | 1       |
| Hamilton Masakadza | Simbabwe   | 5       | 5       | 125     | 25,00   | 38      | 0       | 0       |
| Vusimuzi Sibanda   | Simbabwe   | 5       | 5       | 118     | 23,60   | 55      | 0       | 1       |
| Bowling            |            |         |         |         |         |         |         |         |
| Spieler            | Mannschaft | Spiele  | Overs   | Wickets | Average | BBI     | 5W      | 10W     |
| Amit Mishra        | Indien     | 5       | 47.3    | 18      | 11,61   | 6/48    | 1       | 0       |
| Jaydev Unadkat     | Indien     | 5       | 40      | 8       | 17,37   | 4/41    | 0       | 0       |
| Mohammed Shami     | Indien     | 5       | 44      | 6       | 30,50   | 2/25    | 0       | 0       |
| Ravindra Jadeja    | Indien     | 5       | 49      | 5       | 34,40   | 2/28    | 0       | 0       |
| Kyle Jarvis        | Simbabwe   | 3       | 26      | 4       | 32,00   | 2/18    | 0       | 0       |

## Player of the Match
Als Player of the Match wurden die folgenden Spieler ausgezeichnet.
| Spiel  | Player of the Match |
| ------ | ------------------- |
| 1. ODI | Virat Kohli         |
| 2. ODI | Shikhar Dhawan      |
| 3. ODI | Amit Mishra         |
| 4. ODI | Mohit Sharma        |
| 5. ODI | Amit Mishra         |